# Calanthe longifolia
Calanthe longifolia är en orkidéart som beskrevs av Rudolf Schlechter. Calanthe longifolia ingår i släktet Calanthe och familjen orkidéer. Inga underarter finns listade i Catalogue of Life.